# Boana geografica
La rana geográfica (Boana geografica anteriormente Hypsiboas geographicus) es una especie de anfibio anuro de la familia de ranas arbóreas Hylidae.
Se distribuye por la mayor parte de la Sudamérica tropical al este de los Andes (hasta 1200 m s. n. m.): Bolivia, Brasil, Colombia, Ecuador, Guayana Francesa, Guayana, Perú, Surinam, Trinidad y Tobago y Venezuela. Habita zonas cercanas a cuerpos de aguas: ríos, charcas, lagos, etc.